# Cirkut càmera

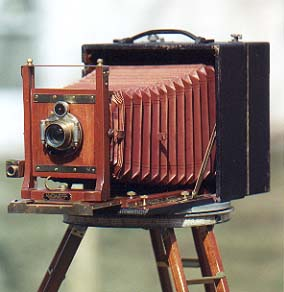
Cirkut càmera

El Cirkut és una càmera panoràmica que té la capacitat de realitzar una rotació "plena".
Va ser patentat per William J. Johnston l'any 1904, i va ser fabricada l'any 1905 per Rochester Panoramic Camera; tot i que aquesta empresa va ser comprada aquell mateix any per Century Camera Co. La càmera va ser fabricada fins a l'any 1949. Es van fer diversos models: No. 5, No. 6, No. 8, No. 10, i No. 16. El nom del model feia referència a l'amplada màxima de la pel·lícula acceptada, en polzades.
La càmera captura la imatge panoràmica mitjançant un moviment de rotació horitzontal (al llarg d'un eix vertical).